# Aspidhampsonia glaucescens
Aspidhampsonia glaucescens är en fjärilsart som beskrevs av George Francis Hampson 1905. Aspidhampsonia glaucescens ingår i släktet Aspidhampsonia och familjen nattflyn. Inga underarter finns listade i Catalogue of Life.